# Sportmeister der Sowjetunion
Der Sportmeister der Sowjetunion (russisch Мастер спорта СССР) war ein Sport-Titel, der 1935 durch den Obersten Rat für Körperkultur unter der CIK der UdSSR eingeführt wurde. Der Titel wurde für Sportler der UdSSR für die Erfüllung der Leistungsstandards verliehen. Seit dem Zerfall der Sowjetunion 1992 wird der Titel nicht mehr verliehen.
Am 1. Januar 1975 trugen über 108.100 und 1988 etwa 250.000 Sportler diesen Titel. Als höchste Stufe wurde seit 1965 der Titel Meister des Sports internationaler Klasse verliehen. Ein sowjetischer Sportmeistertitel im Schach wurde bereits früher etabliert. 
In Russland gibt es heute als Nachfolgetitel Мастер спорта России (Sportmeister Russlands).